# Emisión inducida

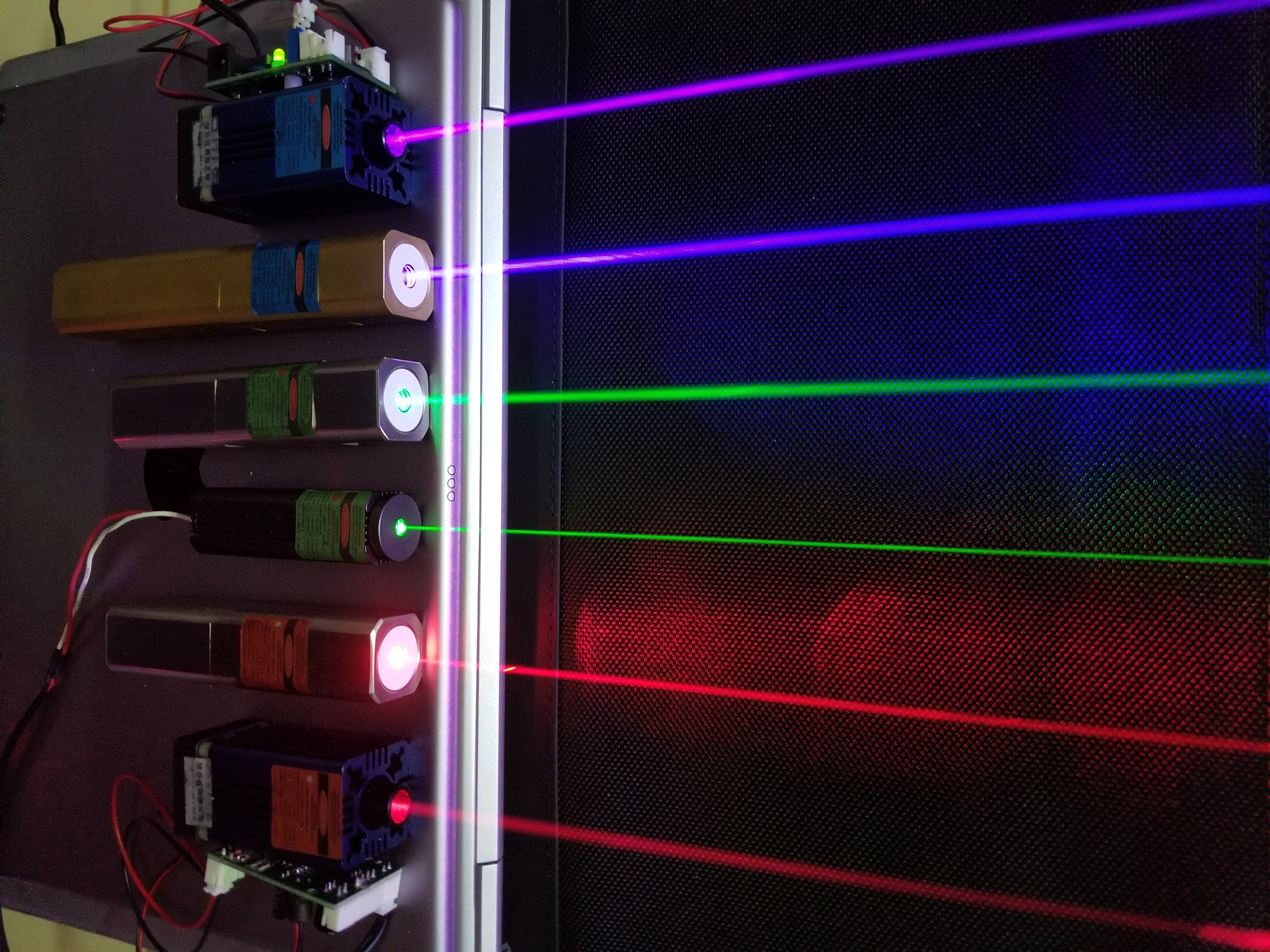
La luz láser es un tipo de emisión estimulada por radiación.

Se denomina emisión inducida (estimulada) al proceso mediante el cual un fotón entrante de una frecuencia específica puede interactuar con un electrón atómico excitado (u otro estado molecular excitado), provocando que caiga a un nivel de energía más bajo. La energía liberada se transfiere al campo electromagnético, creando un nuevo fotón con una fase, frecuencia, polarización y dirección de desplazamiento idénticos a los fotones de la onda incidente. Esto contrasta con la emisión espontánea, que ocurre a una tasa característica para cada uno de los átomos/osciladores en el estado de energía superior independientemente del campo electromagnético externo.
El proceso es idéntico en forma a la absorción atómica en la que la energía de un fotón absorbido provoca una transición atómica idéntica pero opuesta: del nivel más bajo a un nivel de energía más alto. En medios normales en equilibrio térmico, la absorción excede la emisión estimulada porque hay más electrones en los estados de energía más baja que en los estados de energía más alta. Sin embargo, cuando hay una inversión de población , la tasa de emisión estimulada excede la de absorción y se puede lograr una amplificación óptica neta. Dicho medio de ganancia, junto con un resonador óptico, está en el corazón de un láser o máser. Sin mecanismo de retroalimentación, amplificadores láser y las fuentes superluminiscentes también funcionan sobre la base de la emisión estimulada.

## Resumen
Los electrones y sus interacciones con los campos electromagnéticos son importantes en nuestra comprensión de la química y la física. En la visión clásica, la energía de un electrón que orbita un núcleo atómico es mayor para las órbitas más alejadas del núcleo de un átomo. Sin embargo, los efectos de la mecánica cuántica obligan a los electrones a adoptar posiciones discretas en los orbitales. Por lo tanto, los electrones se encuentran en niveles de energía específicos de un átomo, dos de los cuales se muestran a continuación:
Cuando un electrón absorbe energía de la luz (fotones) o del calor ( fonones), recibe ese cuanto de energía incidente. Pero las transiciones solo se permiten entre niveles de energía discretos, como los dos que se muestran arriba. Esto conduce a líneas de emisión y líneas de absorción.
Cuando un electrón se excita de un nivel de energía más bajo a uno más alto, es poco probable que permanezca así para siempre. Un electrón en un estado excitado puede decaer a un estado de menor energía que no está ocupado, de acuerdo con una constante de tiempo particular que caracteriza esa transición. Cuando tal electrón decae sin influencia externa, emitiendo un fotón, eso se llama " emisión espontánea ". La fase y la dirección asociadas con el fotón que se emite son aleatorias. Un material con muchos átomos en tal estado excitado puede resultar en radiación que tiene un espectro estrecho (centrado alrededor de una longitud de onda de luz), pero los fotones individuales no tendrían una relación de fase común y también emanarían en direcciones aleatorias. Este es el mecanismo de fluorescencia y emisión térmica.
Un campo electromagnético externo a una frecuencia asociada con una transición puede afectar el estado mecánico cuántico del átomo sin ser absorbido. A medida que el electrón en el átomo hace una transición entre dos estados estacionarios (ninguno de los cuales muestra un campo dipolar), entra en un estado de transición que tiene un campo dipolar y que actúa como un pequeño dipolo eléctrico, y este dipolo oscila a una frecuencia característica. En respuesta al campo eléctrico externo a esta frecuencia, la probabilidad de que el electrón entre en este estado de transición aumenta considerablemente. Por lo tanto, la tasa de transiciones entre dos estados estacionarios aumenta más allá de la emisión espontánea. Una transición del estado de mayor a menor energía produce un fotón adicional con la misma fase y dirección que el fotón incidente; este es el proceso de emisión estimulada .

## Historia
La emisión estimulada fue un descubrimiento teórico de Albert Einstein en el marco de la antigua teoría cuántica, en la que la emisión se describe en términos de fotones que son los cuantos del campo electro magnético. La emisión estimulada también puede ocurrir en modelos clásicos, sin referencia a fotones o mecánica cuántica.

## Modelo matemático
La emisión estimulada se puede modelar matemáticamente considerando un átomo que puede estar en uno de dos estados de energía electrónica, un estado de nivel inferior (posiblemente el estado fundamental) (1) y un  estado excitado  (2), con energías  E   1  y  E   2  respectivamente.
Si el átomo está en el estado excitado, puede decaer al estado inferior mediante el proceso de emisión espontánea, liberando la diferencia de energías entre los dos estados como un fotón. El fotón tendrá frecuencia  ν   0  y energía  hν   0 , dada por:
{\displaystyle E_{2}-E_{1}=h\,\nu _{0}}
donde  h  es la constante de Planck.
Alternativamente, si el átomo en estado excitado es perturbado por un campo eléctrico de frecuencia  ν   0 , puede emitir un fotón adicional de la misma frecuencia y en fase, aumentando así el campo externo, dejando el átomo en el estado de menor energía. Este proceso se conoce como  'emisión estimulada' .
En un grupo de tales átomos, si el número de átomos en el estado excitado viene dado por  N   2 , la velocidad a la que se produce la emisión estimulada está dada por
{\displaystyle {\frac {\partial N_{2}}{\partial t}}=-{\frac {\partial N_{1}}{\partial t}}=-B_{21}\,\rho (\nu )\,N_{2}}
donde la constante de proporcionalidad  B   21  se conoce como el   coeficiente B de Einstein  para esa transición en particular, y  ρ  ( ν ) es la densidad de radiación del campo incidente a la frecuencia  ν . Por tanto, la tasa de emisión es proporcional al número de átomos en el estado excitado "N"  2  y a la densidad de los fotones incidentes.
Al mismo tiempo, habrá un proceso de absorción atómica que "elimina" la energía del campo mientras eleva los electrones del estado inferior al estado superior. Su tasa viene dada por una ecuación esencialmente idéntica,
{\displaystyle {\frac {\partial N_{2}}{\partial t}}=-{\frac {\partial N_{1}}{\partial t}}=B_{12}\,\rho (\nu )\,N_{1}.}
Por tanto, la tasa de absorción es proporcional al número de átomos en el estado inferior, "N"  1 . Einstein demostró que el coeficiente de esta transición debe ser idéntico al de la emisión estimulada:
{\displaystyle B_{12}=B_{21}.}
Por tanto, la absorción y la emisión estimulada son procesos inversos que avanzan a ritmos algo diferentes. Otra forma de ver esto es mirar la emisión o absorción estimulada "neta" viéndola como un proceso único. La tasa neta de transiciones de  E   2  a  E   1  debido a este proceso combinado se puede encontrar agregando sus tasas respectivas, indicadas anteriormente:
{\displaystyle {\frac {\partial N_{1}^{\text{net}}}{\partial t}}=-{\frac {\partial N_{2}^{\text{net}}}{\partial t}}=B_{21}\,\rho (\nu )\,(N_{2}-N_{1})=B_{21}\,\rho (\nu )\,\Delta N.}
Por lo tanto, se libera una potencia neta en el campo eléctrico igual a la energía del fotón  hν  multiplicada por esta tasa de transición neta. Para que sea un número positivo, lo que indica una emisión neta estimulada, debe haber más átomos en el estado excitado que en el nivel inferior: {\displaystyle \Delta N>0}. De lo contrario, hay absorción neta y la potencia de la onda se reduce durante el paso por el medio. La condición especial {\displaystyle N_{2}>N_{1}} se conoce como inversión de población, una condición bastante inusual que debe efectuarse en el medio de ganancia de un láser.
La característica notable de la emisión estimulada en comparación con las fuentes de luz cotidianas (que dependen de la emisión espontánea) es que los fotones emitidos tienen la misma frecuencia, fase, polarización y dirección de propagación que los fotones incidentes. Los fotones implicados son, por tanto, mutuamente coherentes. Por lo tanto, cuando existe una inversión de población ({\displaystyle \Delta N>0}), se producirá una amplificación óptica de la radiación incidente.
Aunque la energía generada por la emisión estimulada se encuentra siempre en la frecuencia exacta del campo que la ha estimulado, la ecuación de tasa anterior se refiere sólo a la excitación en la frecuencia óptica particular {\displaystyle \nu _{0}} correspondiente a la energía de la transición. A frecuencias diferentes de {\displaystyle \nu _{0}} la intensidad de la emisión estimulada (o espontánea) disminuirá según la llamada forma de línea.
Considerando sólo el ensanchamiento homogéneo que afecta a una resonancia atómica o molecular, la forma de la línea espectral se describe como una distribución Lorentziana
{\displaystyle g'(\nu )={1 \over \pi }{(\Gamma /2) \over (\nu -\nu _{0})^{2}+(\Gamma /2)^{2}}}
donde {\displaystyle \Gamma } es el ancho completo a la mitad del máximo o ancho de banda FWHM.
El valor máximo de la forma de la línea Lorentziana ocurre en el centro de la línea, {\displaystyle \nu =\nu _{0}}. Una función de forma de línea se puede normalizar para que su valor en {\displaystyle \nu _{0}} sea la unidad; en el caso de un Lorentziano obtenemos
{\displaystyle g(\nu )={g'(\nu ) \over g'(\nu _{0})}={(\Gamma /2)^{2} \over (\nu -\nu _{0})^{2}+(\Gamma /2)^{2}}.}
Por tanto, la emisión estimulada a frecuencias alejadas de {\displaystyle \nu _{0}} se reduce por este factor. En la práctica, también puede haber un ensanchamiento de la forma de la línea debido al  ensanchamiento no homogéneo, más notablemente debido al Efecto Doppler resultante de la distribución de velocidades en un gas a una determinada temperatura. Esto tiene una forma Gaussiana y reduce la fuerza máxima de la función de forma de línea. En un problema práctico, la función de forma de línea completa se puede calcular mediante una convolución de las funciones de forma de línea individuales involucradas. Por lo tanto, la amplificación óptica agregará potencia a un campo óptico incidente a la frecuencia {\displaystyle \nu } a una velocidad dada por
{\displaystyle P=h\nu \,g(\nu )\,B_{21}\,\rho (\nu )\,\Delta N.}

## Sección eficaz de la emisión estimulada
La sección eficaz de la emisión estimulada es
{\displaystyle \sigma _{21}(\nu )=A_{21}{\frac {\lambda ^{2}}{8\pi n^{2}}}g'(\nu )}
donde
- A   21  es el  coeficiente  A  de Einstein,
- λ  es la longitud de onda en el vacío,
- n  es el índice de refracción del medio (adimensional), y
- g  '(' 'ν' ') es la función de forma de línea espectral.

## Amplificación óptica
La emisión estimulada puede proporcionar un mecanismo físico para  amplificación óptica. Si una fuente externa de energía estimula a más del 50% de los átomos en el estado fundamental a pasar al estado excitado, entonces se crea lo que se llama una inversión de población. Cuando la luz de la frecuencia apropiada pasa a través del medio invertido, los fotones son absorbidos por los átomos que permanecen en el estado fundamental o los fotones estimulan los átomos excitados para que emitan fotones adicionales de la misma frecuencia, fase y dirección. Dado que hay más átomos en el estado excitado que en el estado fundamental, se produce una amplificación de la entrada  intensidad.
La inversión de población, en unidades de átomos por metro cúbico, es
{\displaystyle \Delta N_{21}=N_{2}-{g_{2} \over g_{1}}N_{1}}
donde  g   1  y  g   2  son las degeneraciones de los niveles de energía 1 y 2, respectivamente.

### Ecuación de ganancia de la señal pequeña
La intensidad (en vatios por metro cuadrado) de la emisión estimulada se rige por la siguiente ecuación diferencial:
{\displaystyle {dI \over dz}=\sigma _{21}(\nu )\cdot \Delta N_{21}\cdot I(z)}
siempre que la intensidad "I" ("z") sea lo suficientemente pequeña como para que no tenga un efecto significativo sobre la magnitud de la inversión de la población. Agrupando los dos primeros factores juntos, esta ecuación se simplifica como
{\displaystyle {dI \over dz}=\gamma _{0}(\nu )\cdot I(z)}
donde
{\displaystyle \gamma _{0}(\nu )=\sigma _{21}(\nu )\cdot \Delta N_{21}}
es el "coeficiente de ganancia de señal pequeña" (en unidades de radianes por metro). Podemos resolver la ecuación diferencial usando separación de variables:
{\displaystyle {dI \over I(z)}=\gamma _{0}(\nu )\cdot dz}
Integrando, encontramos:
{\displaystyle \ln \left({I(z) \over I_{in}}\right)=\gamma _{0}(\nu )\cdot z}
o
{\displaystyle I(z)=I_{in}e^{\gamma _{0}(\nu )z}}
donde
{\displaystyle I_{in}=I(z=0)\,} es la intensidad óptica de la señal de entrada (en vatios por metro cuadrado).

### Intensidad de saturación
La intensidad de saturación  I   S  se define como la intensidad de entrada a la que la ganancia del amplificador óptico cae exactamente a la mitad de la ganancia de señal pequeña. Podemos calcular la intensidad de saturación como
{\displaystyle I_{S}={h\nu  \over \sigma (\nu )\cdot \tau _{S}}}
donde
 {\displaystyle h}  es la constante de Planck, y
{\displaystyle \tau _{\text{S}}} es la constante de tiempo de saturación, que depende de la duración de la emisión espontánea de las diversas transiciones entre los niveles de energía relacionados con la amplificación.
{\displaystyle \ nu} es la frecuencia en Hz
El valor mínimo de {\displaystyle I_{\text{S}}(\nu )} ocurre en resonancia, donde la sección transversal {\displaystyle \ sigma(\ nu)} es la más grande. Este valor mínimo es:
{\displaystyle I_{\text{sat}}={\frac {\pi }{3}}{hc \over \lambda ^{3}\tau _{S}}}
Para un átomo simple de dos niveles con un ancho de línea natural {\displaystyle \Gamma }, la constante de tiempo de saturación {\displaystyle \tau _{\text{S}}=\Gamma ^{-1}}.

### Ecuación general de ganancia
La forma general de la ecuación de ganancia, que se aplica independientemente de la intensidad de entrada, se deriva de la ecuación diferencial general para la intensidad  I  en función de la posición  z  en el medio de ganancia:
{\displaystyle {dI \over dz}={\gamma _{0}(\nu ) \over 1+{\bar {g}}(\nu ){I(z) \over I_{S}}}\cdot I(z)}
donde {\displaystyle I_{S}} es la intensidad de saturación. Para resolverlo, primero reorganizamos la ecuación para separar las variables, intensidad  I  y posición  z :
{\displaystyle {dI \over I(z)}\left[1+{\bar {g}}(\nu ){I(z) \over I_{S}}\right]=\gamma _{0}(\nu )\cdot dz}
Integrando ambos lados, obtenemos
{\displaystyle \ln \left({I(z) \over I_{in}}\right)+{\bar {g}}(\nu ){I(z)-I_{in} \over I_{S}}=\gamma _{0}(\nu )\cdot z}
o
{\displaystyle \ln \left({I(z) \over I_{in}}\right)+{\bar {g}}(\nu ){I_{in} \over I_{S}}\left({I(z) \over I_{in}}-1\right)=\gamma _{0}(\nu )\cdot z}
La ganancia  G  del amplificador se define como la intensidad óptica  I  en la posición  z  dividida por la intensidad de entrada:
{\displaystyle G=G(z)={I(z)\ overI_{in}}}
Sustituyendo esta definición en la ecuación anterior, encontramos la  'ecuación de ganancia general' :
{\displaystyle \ln \left(G\right)+{\bar {g}}(\nu ){I_{in} \over I_{S}}\left(G-1\right)=\gamma _{0}(\nu )\cdot z}

### Aproximación de la señal pequeña
En el caso especial donde la señal de entrada es pequeña en comparación con la intensidad de saturación, en otras palabras,
{\displaystyle I_{in}\ll I_{S}\,}
entonces la ecuación general de ganancia se transforma en la ecuación de ganancia para señales pequeñas como
{\displaystyle \ln(G)=\ln(G_{0})=\gamma _{0}(\nu )\cdot z}
o
{\displaystyle G=G_{0}=e^{\gamma _{0}(\nu )z}}
que es idéntica a la ecuación de ganancia de señal pequeña (ver arriba).

## Amplificación óptica
La emisión estimulada puede proporcionar un mecanismo físico para  amplificación óptica. Si una fuente externa de energía estimula a más del 50% de los átomos en el estado fundamental a pasar al estado excitado, entonces se crea lo que se llama una inversión de población. Cuando la luz de la frecuencia apropiada pasa a través del medio invertido, los fotones son absorbidos por los átomos que permanecen en el estado fundamental o los fotones estimulan los átomos excitados para que emitan fotones adicionales de la misma frecuencia, fase y dirección. Dado que hay más átomos en el estado excitado que en el estado fundamental, se produce una amplificación de la entrada  intensidad.
La inversión de población, en unidades de átomos por metro cúbico, es
{\displaystyle \Delta N_{21}=N_{2}-{g_{2} \over g_{1}}N_{1}}
donde  g   1  y  g   2  son las degeneraciones de los niveles de energía 1 y 2, respectivamente.

### Ecuación de ganancia de señal pequeña
La intensidad (en vatios s por metro cuadrado) de la emisión estimulada se rige por la siguiente ecuación diferencial:
{\displaystyle {dI \over dz}=\sigma _{21}(\nu )\cdot \Delta N_{21}\cdot I(z)}
siempre que la intensidad "I" ("z") sea lo suficientemente pequeña como para que no tenga un efecto significativo sobre la magnitud de la inversión de la población. Agrupando los dos primeros factores juntos, esta ecuación se simplifica como
{\displaystyle {dI \over dz}=\gamma _{0}(\nu )\cdot I(z)}
donde
{\displaystyle \gamma _{0}(\nu )=\sigma _{21}(\nu )\cdot \Delta N_{21}}
es el "coeficiente de ganancia de señal pequeña" (en unidades de radianes por metro). Podemos resolver la ecuación diferencial usando separación de variables:
{\displaystyle {dI \over I(z)}=\gamma _{0}(\nu )\cdot dz}
Integrando, encontramos:
{\displaystyle \ln \left({I(z) \over I_{in}}\right)=\gamma _{0}(\nu )\cdot z}
o
{\displaystyle I(z)=I_{in}e^{\gamma _{0}(\nu )z}}
donde
{\displaystyle I_{in}=I(z=0)\,} es la intensidad óptica de la señal de entrada (en vatios por metro cuadrado).

### Intensidad de saturación
La intensidad de saturación  I   S  se define como la intensidad de entrada a la que la ganancia del amplificador óptico cae exactamente a la mitad de la ganancia de señal pequeña. Podemos calcular la intensidad de saturación como
{\displaystyle I_{in}\gg I_{S}\,}
donde
 {\displaystyle h}  es la constante de Planck, y
{\displaystyle \tau _{\text{S}}} es la constante de tiempo de saturación, que depende de la duración de la emisión espontánea de las diversas transiciones entre los niveles de energía relacionados con la amplificación.
{\displaystyle \nu } es la frecuencia en Hz
El valor mínimo de {\displaystyle I_{\text{S}}(\nu )} ocurre en resonancia, donde la sección transversal {\displaystyle \sigma (\nu )} es la más grande. Este valor mínimo es:
{\displaystyle I_{\text{sat}}={\frac {\pi }{3}}{hc \over \lambda ^{3}\tau _{S}}}
Para un átomo simple de dos niveles con un ancho de línea natural {\displaystyle \Gamma }, la constante de tiempo de saturación.

### Comportamiento asintótico de la señal grande
Para señales de entrada grandes, donde
{\displaystyle I_{in}\gg I_{S}\,}
la ganancia se acerca a la unidad
{\displaystyle G\rightarrow 1}
y la ecuación de ganancia general se aproxima a una asíntota lineal:
{\displaystyle I(z)=I_{in}+{\gamma _{0}(\nu )\cdot z \over {\bar {g}}(\nu )}I_{S}}